# Isaac ibn Saul
Pour les articles homonymes, voir Saul.
Isaac ben Levi ben Saul (ou Sahl), également appelé Isaac ibn Mar Saül (hébreu : יצחק אבן מר שאול)  est un grammairien et poète liturgique juif andalou, actif dans la première moitié du XIe siècle. 

## Éléments biographiques
Né à Lucena, siège de l'une des plus anciennes communautés juives d'Al-Andalus, Isaac ibn Saul est contemporain d'Isaac Gikatilla et Isaac ibn Ḥalfon. Ayant appris la poésie auprès de Dounash ben Labrat, l'inventeur de la nouvelle métrique hébraïque, Isaac s'illustre comme grammairien et devient l'un des poètes les plus célébrés de son temps. 
Il est l'un des maîtres de Yona ibn Jannah, le plus grand philologue hébraïque médiéval, qui le cite, sous le nom d'Isaac ben Saul, ainsi que nombre de ses poèmes dans son Sefer HaRiḳmah, ainsi que dans le Sefer ha-Shorashim (sur le mot עיר - ville) et dans son Sefer haḲerub wehaYesher. Moïse ibn Ezra le mentionne également, ainsi qu'Abraham ibn Ezra dans son commentaire sur Deutéronome 32:17 et Isaïe 27:5 et dans son Sefat Yeter (No. 68). 

## Œuvre
Le poème métrique Elohai al-tedineni lui est attribué, ainsi que Ha-kol yifḥadu qui contient son nom (Yiẓḥaḳ bar Lewi ben Mar Sha'ul Alisani) en acrostiche.
Une seliḥa pour le 17 Tammouz et un poème pour le septième jour de Pessa'h ont quant à eux Yiẓḥaḳ bar Lewi, ce qui selon Zunz pourrait désigner Isaac ben Levi ben Saul.